# Piotr Trębacz
Piotr Trębacz (ur. 1875, zm. 1935) – polski mistrz budowlany i działacz społeczny, członek PPS.
Wykonywał drewniane elementy przy restauracji zamku na Wawelu, budowie obecnego gmachu Filharmonii Krakowskiej, był twórcą wielu drewnianych domów na Podhalu. Działacz Robotniczego Klubu Sportowego Prądniczanka oraz członek Kasy Stefczyka.
W Krakowie na Olszy II znajduje się ulica jego imienia.